# Eristalinus metallescens
Eristalinus metallescens är en tvåvingeart som först beskrevs av Friedrich Hermann Loew 1858.  Eristalinus metallescens ingår i släktet slamflugor, och familjen blomflugor. Inga underarter finns listade i Catalogue of Life.